# Кор-Ню
Кор-Ню (фр. Corps-Nuds) — коммуна на северо-западе Франции, находится в регионе Бретань, департамент Иль и Вилен, округ Ренн, кантон Жанзе. Расположена в 14 км к югу от Ренна, в 9 км от национальной автомагистрали N137. В 1 км к северо-востоку от центра коммуны находится железнодорожная станция Кор-Ню линии Шатобриан-Ренн.
Население (2018) — 3 369 человек. 

## Достопримечательности
- Церковь Святого Максимилиана Кольбе 1881-1890 годов в романо-византийском стиле, бывшая церковь Святого Петра
- Шато Шателье 1632 года

## Экономика
Структура занятости населения:
- сельское хозяйство — 9,6 %
- промышленность — 15,6 %
- строительство — 19,8 %
- торговля, транспорт и сфера услуг — 31,8 %
- государственные и муниципальные службы — 23,2 %

Уровень безработицы (2018) — 8,3 % (Франция в целом —  13,4 %, департамент Иль и Вилен — 10,4 %). 

Среднегодовой доход на 1 человека, евро (2018) — 22 610 (Франция в целом — 21 730, департамент Иль и Вилен — 22 230).

## Демография
Динамика численности населения, чел.

## Администрация
Пост мэра Кор-Ню с 2008 года занимает член партии Демократическое движение Ален Прижан (Alain Prigent). На муниципальных выборах 2020 года возглавляемый им список был единственным.
| Период | Период | Фамилия              | Партия                    | Примечания                                 |
| ------ | ------ | -------------------- | ------------------------- | ------------------------------------------ |
| 1959   | 1989   | Жорж Греар           | Независимые республиканцы | плотник                                    |
| 1989   | 2006   | Жюльет Жамье-Сулабай | Социалистическая партия   | директор отделения агентства AFPA Bretagne |
| 2006   | 2008   | Филипп Дюфё          | Социалистическая партия   | директор социальной службы                 |
| 2008   |        | Ален Прижан          | Демократическое движение  | государственный служащий                   |

## Города-побратимы
- Килдэр, Ирландия
- Сибиэл, Румыния